# Leptosomatides reductus
Leptosomatides reductus is een rondwormensoort uit de familie van de Leptosomatidae. De wetenschappelijke naam van de soort is voor het eerst geldig gepubliceerd in 1959 door Timm.